# Everytime We Touch (canção de David Guetta)
"Everytime We Touch" é um single de 2009 de David Guetta, do seu álbum Pop Life.

## Faixas
- European CD Single

1. "Everytime We Touch" (David Tort Remix) - 8:34
2. "Everytime We Touch" (Impetto Remix) - 7:51
3. "Everytime We Touch" (Robbie Riviera Remix) - 9:04
4. "Everytime We Touch" (Extended Mix) - 7:58
5. "Everytime We Touch" (Radio Edit) - 3:15

## Desempenho nas paradas
| Parada muical (2009)   | Melhor posição |
| ---------------------- | -------------- |
| UK Singles Chart       | 68             |
| France Top 50          | 6              |
| Dutch Singles Chart    | 21             |
| Swiss Singles Charts   | 43             |
| Belgium Singles Charts | 44             |
| Austria Singles Charts | 47             |
| Germany Singles Charts | 56             |